# Zuísmo

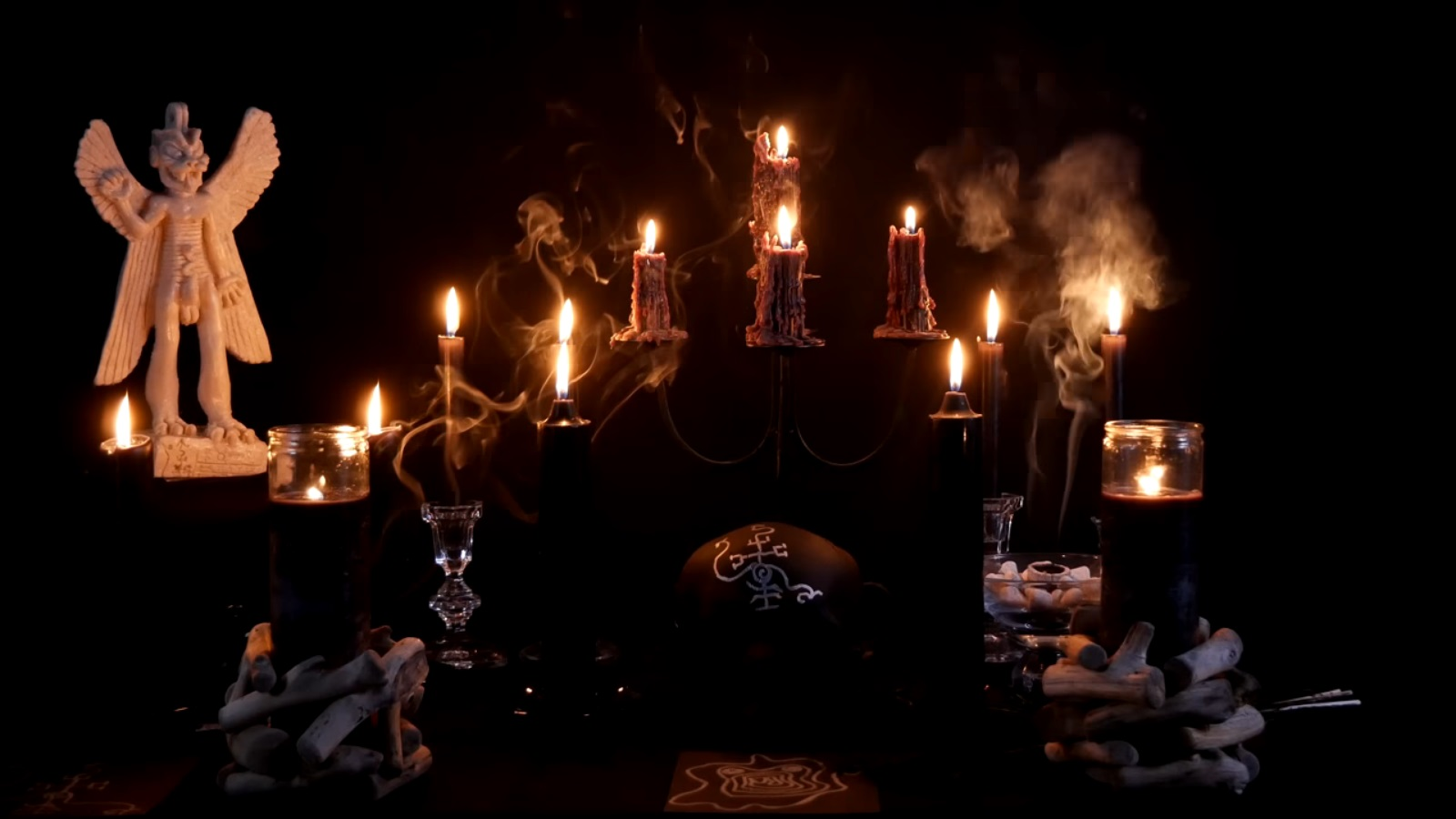
Um altar zuísta dedicado a Pazuzu pertencente a um praticante americano de cultos mesopotâmicos.

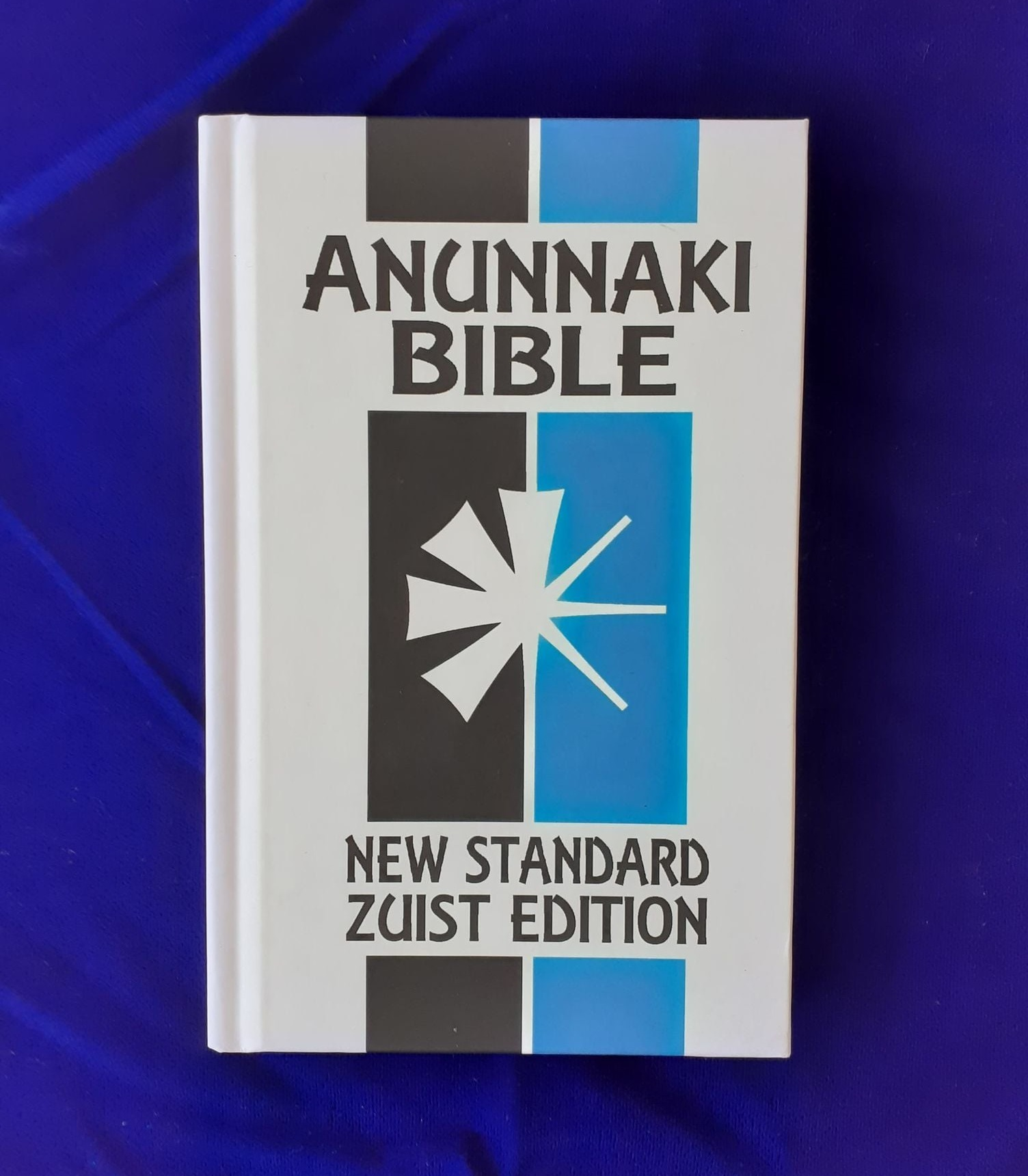
A Bíblia Anunnaki do zuísmo marduquita.

O Zuísmo (em árabe: الزوئية al-Zuiyya; em inglês:  Zuism), também chamado Neopaganismo sumério-mesopotâmico e Neopaganismo semítico-cananeu, ou Natib Qadish (em ugarítico: ntb qdš 𐎐𐎚𐎁𐎟𐎖𐎄𐎌), é um grupo de movimentos neo-pagãos de tradição suméria-mesopotâmica e semita-cananéia. Existem grupos zuístas nos Estados Unidos, Europa Ocidental, Europa Oriental e Oriente Médio.
Suas origens podem ser traçadas aos neopagãos húngaros das décadas de 1960 e 1970, notadamente na obra do assiriólogo Ferenc Badiny Jós (1909–2007), que fundou uma "Igreja Húngara" zuísta e foi o autor da Bíblia magiar. O Neopaganismo mesopotâmico tem também foi cultivado pelo autor esotérico americano Joshua Free, que divulgou suas doutrinas desde 2008 sob o nome de "Zuísmo marduquita".
Na Islândia, uma organização zuísta local, a Zuism trúfélag, oficialmente reconhecida pelo estado em 2013, foi usada para contornar o imposto sobre religiões e protestar contra os laços entre religião e estado. A maioria dos adeptos são jovens, conectados à Internet e pessoas já desvinculadas do Cristianismo.

## Etimologia
A palavra "Zuísmo" vem do verbo sumério zu 𒍪 (acádio: idû), que significa "saber", "conhecer". "Zuísmo" significa, portanto, "religião do conhecimento", e a palavra foi usada pela primeira vez pelo zuísta americano Joshua Free em meados dos anos 2000. As palavras natib e qadish vêm do idioma ugarítico, idioma na antiga cidade-estado cananéia de Ugarit. Natib significa "caminho" e qadish significa "sagrado". Juntos, Natib Qadish significa, portanto, "caminho sagrado". Os seguidores desta religião são chamados de qadish, no plural qadishuma, e os sacerdotes, homens e mulheres, são chamados respectivamente de qadishu e qaditshu.

## Tipos de Zuísmo

### Zuísmo húngaro
O primeiro movimento zuísta organizado foi iniciado pelo assiriólogo húngaro Ferenc Badiny Jós (1909–2007), Ida Bobula, e outros autores como Tibor Baráth, Victor Padányi e András Zakar, nas décadas de 1960 e 1970 entre os neopagãos húngaros que procuraram conectar as origens dos húngaros com os antigos sumérios. Ferenc Badiny Jós, que emigrou para Buenos Aires, Argentina, fundou uma "Igreja Húngara" (Magyar Egyház) de tradição suméria, cujo legado continua até hoje entre os zuístas (neo-pagãos sumérios) na Hungria. Um importante legado de Badiny Jós é sua Bíblia Magiar de tradição suméria.

### Zuísmo marduquita

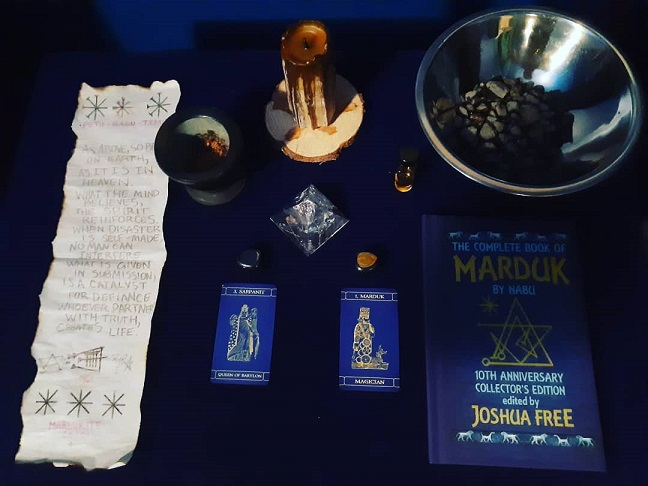
Altar de um zuísta marduquita canadense. Apresentado na capa do Book of Marduk está o merkabah (carruagem) zuísta, o meio de conexão com os sete Anunáqui e a trindade suprema (Anu, Enlil, Enki).

O Zuísmo marduquita (Mardukite Zuism) é uma doutrina zuísta fundada pelo autor esotérico americano Joshua Free em 2008 e incorporada pela "Igreja Fundadora do Zuísmo Marduquita" (Founding Church of Mardukite Zuism). Seus livros religiosos incluem a Anunnaki Bible New Standard Zuist Edition, o Mardukite Zuist Necronomicon, The Power of Zu e os muitos outros escritos sobre teoria e prática do mesmo autor. Joshua Free define o Zuísmo como uma "sistemologia" e "tecnologia espiritual" para a auto-realização, ou seja, a reunião do eu com Deus, e, além de "conhecimento", ele dá a zu o significado de "consciência", e a interpreta como a energia radiante que permeia todos os seres vivos.

### Zuísmo iraquiano
O assiriólogo russo V. V. Yemelyanov documentou o surgimento de um Neopaganismo zuísta no Iraque no início de 2010, com a disseminação de orações aos deuses mesopotâmicos em árabe.

### Zuísmo cananeu
O Zuísmo reconstrucionista cananeu é uma pequena comunidade no Israel contemporâneo. Tem antecedentes no movimento cultural e literário do cananismo entre os judeus na Palestina britânica na década de 1940, especialmente na obra de Yonatan Ratosh (1908–1981), nascido como Uriel Helpern em Varsóvia, Polônia. O Zuísmo cananeu também é chamado de Natib Qadish, uma expressão criada pela adepta americana Tess Dawson no início dos anos 2000. O adepto israelense Elad Aaron formulou uma ideologia cultural para a redescoberta política da religião pandeista cananéia chamada "novo cananismo re-sionista (Shni-Tzioni)".

### Zuísmo islandês
A "Associação de Fé de Zuísmo" (Zuism trúfélag) é uma organização religiosa zuísta reconhecida pelo governo na Islândia em 2013, quando a lei islandesa foi alterada para permitir que mais religiões não cristãs se registrassem com o estado. A Zuism trúfélag foi fundada anos antes, em 2010, por Ólafur Helgi Þorgrímsson, que a deixou em um estágio inicial de desenvolvimento.
No final de 2015, a liderança da Zuism trúfélag da Islândia foi conferida por um grupo de primeiros membros conhecido como "Conselho de Anciões". Sob o novo líder Ísak Andri Ólafsson, a Zuism trúfélag tornou-se um meio de protesto contra as principais igrejas apoiadas pelo governo e contra a imposição de um imposto a todos os contribuintes, devido à sua religião se eles tivessem uma registrada; após o início do protesto, mais de 3.000 membros se juntaram em um curto período de tempo no final de 2015. A Islândia exige que os contribuintes se identifiquem com uma das religiões reconhecidas pelo estado, ou com uma religião não reconhecida ou sem religião; um imposto é pago (aproximadamente US $ 80, £ 50 em 2015) à religião em questão, se reconhecida, mas irá diretamente para o governo se uma religião não for declarada. A Zuism trúfélag, ao contrário de outras religiões, promete devolver o dinheiro que recebe do imposto.
Ágúst Arnar Ágústsson e a nova diretoria comandada por Ísak Andri Ólafsson deram início a uma disputa judicial pela liderança da organização. Ágúst Arnar Ágústsson foi finalmente reintegrado como líder do movimento e, em outubro de 2017, após dois anos de atividade congelada, o caso foi encerrado permitindo que a igreja se desfizesse de suas acusações e reembolsasse seus membros. Em 2020, Ágúst Arnar Ágústsson e seu irmão Einar foram acusados de fraude e lavagem de dinheiro depois de estabelecer empresas de fachada para canalizar fundos do governo que a igreja estava recebendo para si.

## Bibliografia

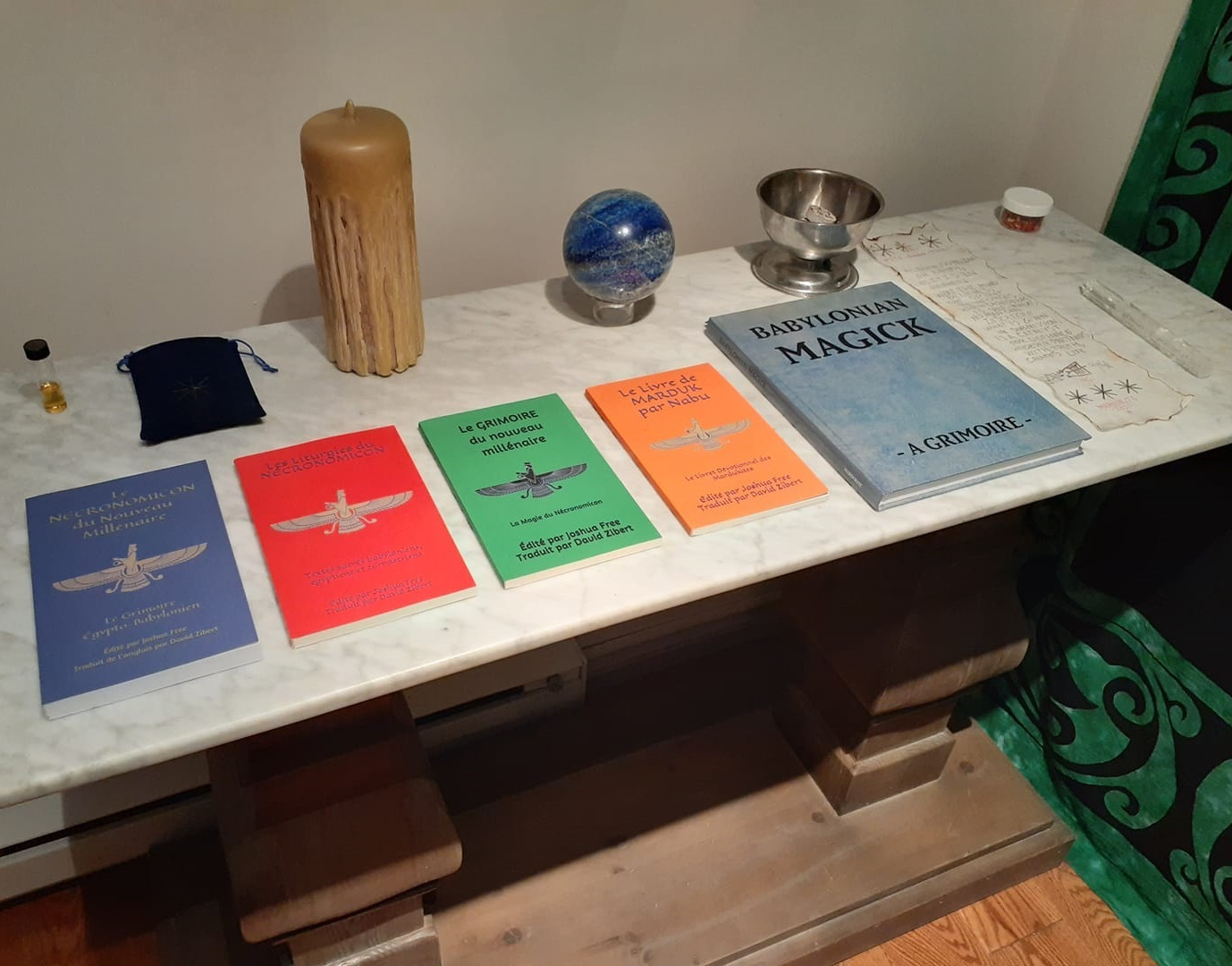
Altar de um praticante canadense de zuísmo marduquita com algumas das escrituras do movimento: a edição francesa dos livros do Mardukite Zuist Necronomicon e Babylonian Magick de Joshua Free.

### Trabalhos acadêmicos
- Ádám Kolozsi, "Social Constructions of the Native Faith: Mytho-historical Narratives and Identity-discourse in Hungarian Neo-paganism", Central European University Nationalism Studies Program, 2012
- Elena L. Boldyreva e Natalia Y. Grishina, "Internet Influence on Political System Transformation in Iceland", Proceedings of the International Conference Internet and Modern Society (IMS-2017), 2017, pp. 225–229, doi:10.1145/3143699.3143710
- David G. Bromley, "Zuism (Iceland)", World Religion and Spirituality Project, Virginia Commonwealth University, 2018
- Jared Wolfe, "ZU: The Life of a Sumerian Verb in Early Mesopotamia", University of California, 2015
- Nóra Kovács, "A diaszpóra visszavándorlásának ideológiai vonatkozásai Közép-Kelet Európában: Badiny Jós Ferenc Magyarországon", Hungarian Diasporas, 2019
- Réka Szilárdi, "Neopaganism in Hungary: Under the Spell of Roots", em Kaarina Aitamurto e Scott Simpson (eds.), Modern Pagan and Native Faith Movements in Central and Eastern Europe, 2013, pp. 230–248, ISBN 978-1844656622
- Shai Feraro, "The Return of Baal to the Holy Land: Canaanite Reconstructionism among Contemporary Israeli Pagans", Nova Religio, 20(2): 59–81, 2016, doi:10.1525/nr.2016.20.2.59
- Shai Feraro, "Two Steps Forward, One Step Back: The Shaping of a Community-Building Discourse among Israeli Pagans", Israel Studies Review, 29(2): 57–77, 2014, doi: 10.3167/isr.2014.290205

## Sites externos
- Zuísmo marduquita
- Zuísmo islandês
- Am Ha Aretz USA
- Tel Shemesh USA